# Escuela de Medicina Perelman
La Escuela Perelman de Medicina, también conocida como Penn Med, es la facultad de medicina de la Universidad de Pensilvania, Filadelfia, Estados Unidos. Fundada en 1765, Penn Med es la escuela de medicina más antigua en los Estados Unidos, y es una de las siete escuelas de medicina en la Ivy League. Dado a sus altos niveles de investigaciones, es regular receptora de fondos y reconocimientos del National Institutes of Health se le consideró la tercera mejor escuela en los Estados Unidos, según U.S. News & World Report.En 2024 no aparece en el mismo ranking.

## Campus y hospitales

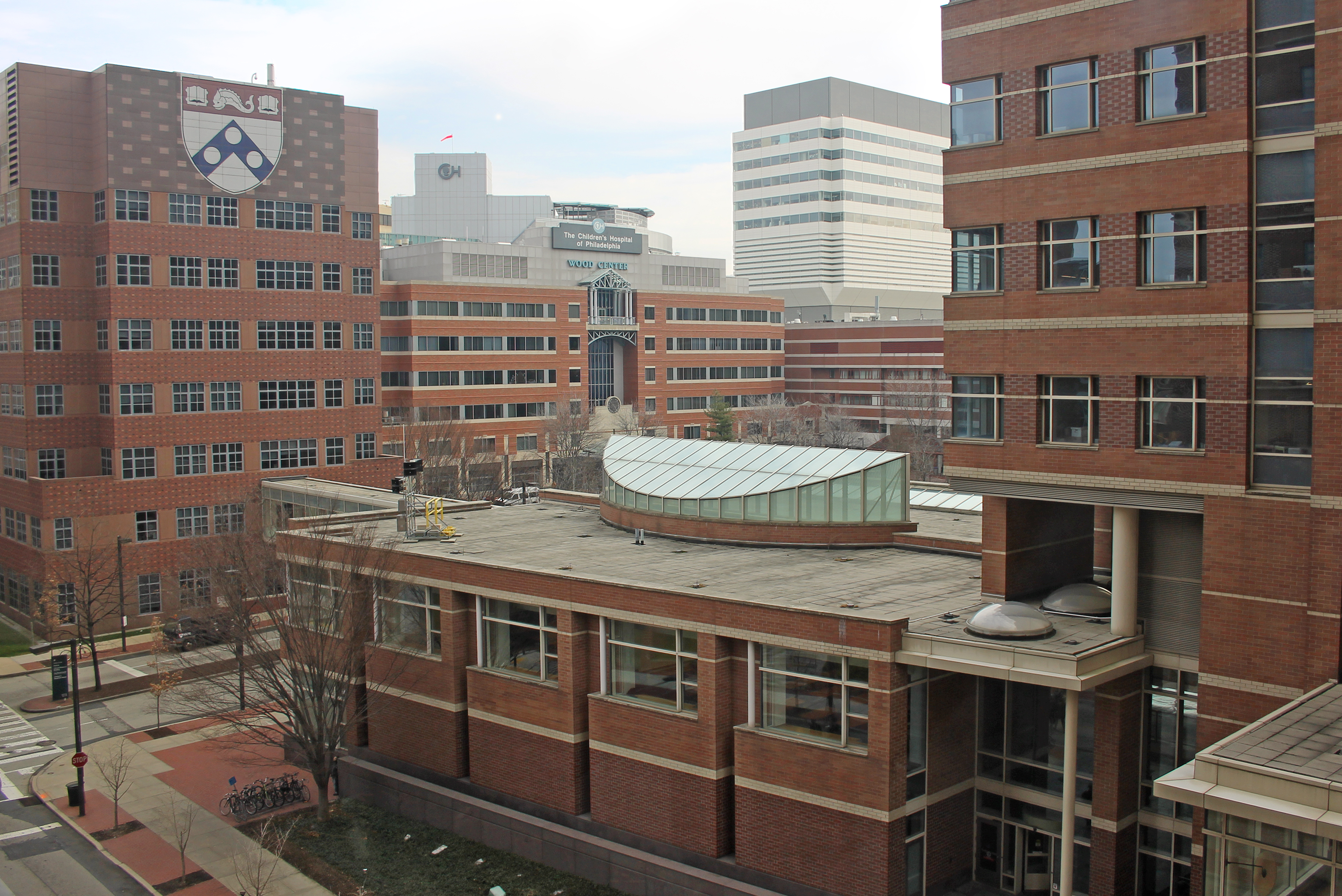
Instalaciones médicas y de investigación de la Facultad de Medicina de la Universidad de Pensilvania.

Entre 1765 y 1801, las clases de medicina se daban en el Surgeon's Hall on 5th Street del centro de Filadelfia. En 1801, la instrucción académica se mudó con el resto de la universidad las instalaciones de 9th Street. En la década de 1870, se mudó más allá del Río Schuylkill al actual campus en el Oeste de Filadelfia. Luego de aquella mudanza, el profesorado de medicina persuadió a la directiva de la universidad para construir un hospital para la enseñanza que esté adyacente a las nuevas instalaciones académicas. Como resultado, el hospital principal de Penn Med forma parte del campus universitario y está ubicado en proximidad de otros departamentos académicos. Además, el instituto Wistar y el Children's Hospital of Philadelphia se encuentren en el campus o cerca del mismo, respectivamente.
El Hospital de la Universidad de Pensilvania, Penn Presbyterian Medical Center, Pennsylvania Hospital, y el Children's Hospital of Philadelphia sirven como los principales hospitales docentes.

## Premios Nobel
Dos Premios Nobel de Medicina o Fisiología están asociados con la Escuela de Medicina Perelman de la Universidad de Pensilvania.
- Michael Stuart Brown, Premio Nobel en Fisiología y Medicina, 1985
- Stanley Prusiner, Premio Nobel en Fisiología o Medicina, 1997